# 现代锡伯文学语言正字法
《现代锡伯文学语言正字法》（The Standard Modern Sibe Language  ），是錫伯語正字法書籍。1991年由察布查尔锡伯自治县人民政府公布试行试行。 